# Anolis maynardi
Anolis maynardi är en ödleart som beskrevs av  Garman 1888. Anolis maynardi ingår i släktet anolisar, och familjen Polychrotidae. Inga underarter finns listade i Catalogue of Life.